# نائب عزرائيل
نائب عزرائيل هي رواية من تأليف الكاتب المصري يوسف السباعي صدرت سنة 1987، تتكلم عن شخص أُخذ بالخطأ إلى الدار الاخرة وتولى منصب نائب عزرائيل، وهو في اعتقاد الكاتب ملك الموت، وتتوالى الأحداث المشوقة في القصة تباعًا. القصة بها طابع فكاهي زائد وإن كانت مثيرة بشكل رائع، وهذه الفكرة التي انطلق منها الكاتب لا يخفى كونها ذات طرح جديد يختلف كثيرًا عما اعتدناه من روايات عربية. أيضًا تبين لنا عزرائيل ليس كما تخيله العالم من شكل مخيف ومرعب بل ملاك جميل وذو حسن وفي هذه الرواية الجميلة يقع عزرائيل (ملاك الموت) بالحب، وتتوالى الأحداث الشيقة.